# 木瓣瓜馥木
木瓣瓜馥木（学名：Fissistigma xylopetalum）为番荔枝科瓜馥木属的植物。分布于越南以及中国大陆的广西、云南等地，生长于海拔400米的地区，多生长于丘陵山地溪旁林中潮湿地，目前尚未由人工引种栽培。